# Malachov
Malachov je obec na Slovensku v okrese Banská Bystrica. V obci žije přibližně 1 100 obyvatel. První písemná zmínka o obci pochází z roku 1327.

## Poloha a charakteristika
Obec leží pět kilometrů od Banské Bystrice v Kremnických vrších v nadmořské výšce 505 metrů. Přes obec teče Malachovský potok, který se několik kilometrů po proudu vlévá do Hronu.